# Ronnie Biggs
Ronald Arthur Biggs, mer känd som Ronnie Biggs, född 8 augusti 1929 i Lambeth i London, död 18 december 2013 i Barnet i London, var en känd brittisk brottsling.
Han deltog i det Stora tågrånet 1963 då han och hans medbrottslingar kom över uppskattningsvis 2,6 miljoner brittiska pund. Han greps och dömdes till fängelse för sin inblandning men lyckades rymma 1965. Han levde sedan dess utomlands i bland annat Panama, Frankrike och Australien och sedan början av 1970-talet i Brasilien. Han tros ha besökt Storbritannien i hemlighet flera gånger. Under sin tid i Brasilien var han ganska känd. Turister betalade för att få ta en öl med honom och köpte t-shirts med hans autograf på. Han skrev en bok och spelade in en låt tillsammans med bandet Sex Pistols, som heter "No one is innocent".
2001 valde Biggs att officiellt återvända till Storbritannien på grund av dålig hälsa. Han hade drabbats av flera slaganfall under sin tid i Brasilien. Han fängslades vid sin återkomst. Han avtjänade sitt straff på HM Prison Belmarsh, i Thamesmead i London Borough of Greenwich, sydost om London. Belmarsh är en säkerhetsanstalt avsedd för de farligaste och mest rymningsbenägna internerna. 2009 beslutades att Biggs skulle släppas fri.
Biggs avled 2013 vid 84 års ålder.